# Итабаяна (Сержипи)
Итабаяна (порт. Itabaiana)  —  муниципалитет в Бразилии, входит в штат Сержипи. Составная часть мезорегиона Сельскохозяйственный район штата Сержипи. Входит в экономико-статистический  микрорегион Агрести-ди-Итабаяна. Население составляет 85 664 человека на 2006 год. Занимает площадь 338,4 км². Плотность населения — 253,4 чел./км².
Покровителем города считается Святой Антоний.

## История
Город основан в 1675 году.

## Статистика
- Валовой внутренний продукт на 2004 составляет 259.880.212,00 реалов (данные: Бразильский институт географии и статистики).
- Валовой внутренний продукт на душу населения на 2004 составляет 3.133,00 реалов (данные: Бразильский институт географии и статистики).
- Индекс развития человеческого потенциала на 2000 составляет 0,678 (данные: Программа развития ООН).

## География
Климат местности: полупустыня.